# Чичеров Володимир Степанович
Володимир Степанович Чичеров (4 липня 1933, місто Ленінград, тепер Санкт-Петербург, Росія — 15 листопада 1996, місто Санкт-Петербург) — радянський державний діяч, новатор виробництва, бригадир слюсарів-складальників виробничого об'єднання турбобудування «Ленінградський металевий завод». Член ЦК КПРС у 1981—1990 роках. Депутат Верховної ради Російської РФСР 9—11-го скликань, заступник голови Верховної ради Російської РФСР у 1985—1990 роках. Двічі Герой Соціалістичної Праці (7.02.1975, 12.07.1983). 

## Життєпис
Народився в родині робітника. Батько працював на Балтійському заводі, мати викладала в школі російську мову. Під час війни перший голодний рік блокади провів у Ленінграді. У 1942 році був евакуйований разом із родиною до Башкирської АРСР, працював у кузні, на колгоспному полі. Повернувся до Ленінграда після війни, у 1947 році залишився сиротою.
У 1950 році закінчив ремісниче училище № 35 при заводі «Арсенал» імені Фрунзе у Ленінграді.
З 1950 року — слюсар 4-го розряду із складання металоконструкцій Ленінградського металевого заводу (ЛМЗ).
У 1955—1956 роках служив у Радянській армії. Службу проходив в Ростовській області, працював на відновленні шахт.
Після демобілізації знову повернувся на Ленінградський металевий завод. Працював слюсарем 6-го розряду, засвоїв суміжні професії газорізальника і електрозварника.
Член КПРС з 1964 року.
З 1967 року — бригадир слюсарів-монтажників Ленінградського металевого заводу. З 1975 року — бригадир слюсарів-складальників виробничого об'єднання турбобудування «Ленінградський металевий завод».
Указом Президії Верховної Ради СРСР від 7 лютого 1975 року за досягнуті високі виробничі показники, дострокове виконання завдань дев'ятої п'ятирічки і прийнятих соціалістичних зобов'язань Чичерову Володимиру Степановичу присвоєно звання Героя Соціалістичної Праці з врученням йому ордена Леніна і золотої медалі «Серп і Молот».
У 1977 році закінчив вечірню школу робітничої молоді в Ленінграді.
Указом Президії Верховної Ради СРСР від 12 липня 1983 року за досягнення визначних успіхів у підвищенні продуктивності праці, великий особистий внесок у створення сучасного енергетичного обладнання та проявлений трудовий героїзм Чичеров Володимир Степанович нагороджений другою золотою медаллю «Серп і Молот» і орденом Леніна. Став двічі Героєм Соціалістичної Праці.
Проживав у Ленінграді (Санкт-Петербурзі). Помер 15 листопада 1996 року. Похований на Богословському цвинтарі Санкт-Петербурга.
У Санкт-Петербурзі, в парку Перемоги на алеї Героїв, у 1987 році встановлено бронзовий бюст Володимира Чичерова роботи скульптора М. Анікушина. На заводі «Турбоатомгаз» (філія ЛМЗ) на будівлі цеху, в якому в останні роки працював Чичеров, з ініціативи трудящих заводу в 1998 році встановлена меморіальна дошка, виконана робітниками Ленінградського металевого заводу.

## Нагороди і звання
- двічі Герой Соціалістичної Праці (7.02.1975, 12.07.1983)
- два ордени Леніна (7.02.1975, 12.07.1983)
- орден Трудового Червоного Прапора (5.04.1971)
- медалі